# Liga Premier de Israel 2018-19
La Liga Premier de Israel 2018-19 fue la edición número 20 de la Liga Premier de Israel. La temporada comenzó el 25 de agosto de 2018 y terminó el 25 de mayo de 2019. Maccabi Tel Aviv conquistó

## Formato de competencia
La primera fase del campeonato consiste en un torneo de todos contra todos entre los 14 equipos a dos vueltas (local y visitante) para un total de 26 partidos para cada equipo. 
En la segunda fase del campeonato, los equipos son divididos de acuerdo a su posición al término de la primera fase, los 6 equipos mejor clasificados acceden a la ronda de campeonato donde jugaran todos contra todos a partidos de ida y vuelta para aun total de 10 partidos por cada equipo. El equipo con más puntos será el campeón y califica para participar en la segunda ronda previa de la Liga de Campeones de la UEFA 2019-20. El subcampeón y tercer lugar califican para la primera ronda previa de la Liga Europa de la UEFA 2019-20. Un tercer cupo para la Liga Europa de la UEFA 2019-20 es otorgado al campeón de la Copa de Israel comenzando en la segunda ronda previa.
Los 8 equipos restantes jugaran la ronda de descenso en sistema de todos contra todos a un solo partido, para un total de 7 partidos para cada equipo.
Los equipos que terminen en penúltimo y último lugar descenderán a la Liga Leumit para la temporada 2019-20.

## Ascensos y descensos
| Pos. | de Liga Premier de Israel 2017-18 |
| ---- | --------------------------------- |
| 13.º | Hapoel Ashkelon                   |
| 14.º | Hapoel Acre                       |

| Pos. | de Liga Leumit 2017-18 |
| ---- | ---------------------- |
| 1.º  | Hapoel Tel Aviv        |
| 2.º  | Hapoel Hadera          |

## Equipos participantes
| Club                | Ciudad        | Estadio            | Capacidad |
| ------------------- | ------------- | ------------------ | --------- |
| Ashdod              | Asdod         | Yud-Alef Stadium   | 7.800     |
| Beitar Jerusalem    | Jerusalem     | Teddy Stadium      | 31.733    |
| Bnei Sakhnin        | Sakhnin       | Doha Stadium       | 8.500     |
| Bnei Yehuda         | Tel Aviv-Yafo | HaMoshava Stadium  | 11.500    |
| Hapoel Be'er Sheva  | Be'er Sheva   | Turner Stadium     | 16.126    |
| Hapoel Hadera       | Hadera        | Netanya Stadium    | 13.610    |
| Hapoel Haifa        | Haifa         | Estadio Sammy Ofer | 30.942    |
| Hapoel Ra'anana     | Ra'anana      | Netanya Stadium    | 13.610    |
| Hapoel Tel Aviv     | Tel Aviv      | HaMoshava Stadium  | 11.500    |
| Ironi Kiryat Shmona | Kiryat Shmona | Ironi Stadium      | 5.300     |
| Maccabi Haifa       | Haifa         | Estadio Sammy Ofer | 30.942    |
| Hapoel Tel Aviv     | Tel Aviv      | HaMoshava Stadium  | 11.500    |
| Maccabi Netanya     | Netanya       | Netanya Stadium    | 13.610    |
| Maccabi Petah Tikva | Petah Tikva   | HaMoshava Stadium  | 11.500    |
| Maccabi Tel Aviv    | Tel Aviv      | Netanya Stadium    | 13.610    |

## Temporada regular

### Clasificación
| Pos. | Equipo              | Pts. | PJ | G  | E  | P  | GF | GC | Dif. | Clasificación 2018–19    |
| ---- | ------------------- | ---- | -- | -- | -- | -- | -- | -- | ---- | ------------------------ |
| 1    | Maccabi Tel Aviv    | 66   | 26 | 20 | 6  | 0  | 57 | 12 | +45  | Ronda por el campeonato  |
| 2    | Maccabi Haifa       | 44   | 26 | 12 | 8  | 6  | 34 | 27 | +7   | Ronda por el campeonato  |
| 3    | Maccabi Netanya     | 43   | 26 | 12 | 7  | 7  | 34 | 29 | +5   | Ronda por el campeonato  |
| 4    | Hapoel Be'er Sheva  | 39   | 26 | 10 | 9  | 7  | 36 | 32 | +4   | Ronda por el campeonato  |
| 5    | Bnei Yehuda         | 37   | 26 | 10 | 7  | 9  | 39 | 25 | +14  | Ronda por el campeonato  |
| 6    | Hapoel Hadera       | 33   | 26 | 9  | 6  | 11 | 30 | 41 | −11  | Ronda por el campeonato  |
| 7    | Hapoel Haifa        | 32   | 26 | 7  | 11 | 8  | 42 | 37 | +5   | Ronda por la permanencia |
| 8    | Hapoel Tel Aviv     | 31   | 26 | 6  | 13 | 7  | 26 | 23 | +3   | Ronda por la permanencia |
| 9    | Ironi Kiryat Shmona | 30   | 26 | 7  | 9  | 10 | 25 | 28 | −3   | Ronda por la permanencia |
| 10   | Hapoel Ra'anana     | 30   | 26 | 6  | 12 | 8  | 20 | 30 | −10  | Ronda por la permanencia |
| 11   | Beitar Jerusalem    | 29   | 26 | 7  | 8  | 11 | 34 | 37 | −3   | Ronda por la permanencia |
| 12   | Maccabi Petah Tikva | 28   | 26 | 6  | 10 | 10 | 26 | 40 | −14  | Ronda por la permanencia |
| 13   | Ashdod              | 22   | 26 | 5  | 7  | 14 | 20 | 42 | −22  | Ronda por la permanencia |
| 14   | Bnei Sakhnin        | 21   | 26 | 4  | 9  | 13 | 21 | 39 | −18  | Ronda por la permanencia |

Actualizado a los partidos jugados el 13 de marzo de 2019.
 Fuente: Soccerway

### Tabla de resultados cruzados
| Local \ Visitante   | ASH | BEI | BNS | BNY | HBS | HAH | HHA | HRA | HTA | IKS | MHA | MNE | MPT | MTA |
| ------------------- | --- | --- | --- | --- | --- | --- | --- | --- | --- | --- | --- | --- | --- | --- |
| Ashdod              | —   | 1–1 | 2–1 | 1–0 | 1–0 | 2–3 | 0–3 | 1–1 | 1–1 | 1–0 | 0–1 | 1–4 | 1–1 | 0–2 |
| Beitar Jerusalem    | 4–1 | —   | 3–2 | 1–5 | 2–3 | 0–1 | 1–1 | 2–0 | 0–1 | 0–0 | 1–1 | 1–1 | 0–0 | 0–2 |
| Bnei Sakhnin        | 4–3 | 0–0 | —   | 2–1 | 0–0 | 1–2 | 0–4 | 0–0 | 1–1 | 0–3 | 0–2 | 0–2 | 0–1 | 0–0 |
| Bnei Yehuda         | 2–0 | 0–2 | 0–1 | —   | 3–1 | 2–0 | 4–2 | 3–0 | 0–0 | 0–1 | 1–1 | 0–0 | 2–2 | 1–3 |
| Hapoel Be'er Sheva  | 1–0 | 3–1 | 1–1 | 0–0 | —   | 2–2 | 2–0 | 2–0 | 2–1 | 2–1 | 0–2 | 1–1 | 4–1 | 1–1 |
| Hapoel Hadera       | 3–2 | 0–3 | 2–1 | 0–4 | 1–2 | —   | 2–0 | 0–0 | 2–1 | 1–0 | 1–2 | 2–2 | 3–0 | 0–2 |
| Hapoel Haifa        | 0–1 | 2–2 | 0–3 | 0–2 | 4–4 | 1–1 | —   | 2–2 | 1–1 | 1–1 | 0–0 | 5–0 | 4–2 | 1–3 |
| Hapoel Ra'anana     | 1–1 | 2–1 | 2–1 | 0–0 | 3–1 | 1–0 | 0–3 | —   | 0–0 | 2–1 | 1–1 | 1–2 | 1–0 | 0–2 |
| Hapoel Tel Aviv     | 0–0 | 0–3 | 2–0 | 3–2 | 1–0 | 1–1 | 1–0 | 0–0 | —   | 0–0 | 1–2 | 1–2 | 6–0 | 1–1 |
| Ironi Kiryat Shmona | 0–0 | 2–0 | 2–2 | 0–2 | 1–1 | 3–1 | 1–1 | 1–1 | 1–0 | —   | 2–3 | 1–0 | 0–2 | 1–2 |
| Maccabi Haifa       | 2–0 | 1–2 | 2–0 | 1–0 | 0–0 | 3–1 | 1–3 | 0–0 | 3–2 | 2–2 | —   | 0–2 | 1–2 | 1–3 |
| Maccabi Netanya     | 1–0 | 3–1 | 1–1 | 1–3 | 1–0 | 1–0 | 1–2 | 1–0 | 1–1 | 1–0 | 0–0 | —   | 0–1 | 1–2 |
| Maccabi Petah Tikva | 2–0 | 4–1 | 0–0 | 1–1 | 1–3 | 1–1 | 1–1 | 1–1 | 0–0 | 0–1 | 1–2 | 1–4 | —   | 1–1 |
| Maccabi Tel Aviv    | 4–0 | 1–0 | 3–0 | 2–1 | 3–0 | 4–0 | 1–1 | 4–1 | 0–0 | 3–0 | 2–0 | 4–1 | 2–0 | —   |

## Ronda por el campeonato

### Clasificación
| Pos. | Equipo               | Pts. | PJ | G  | E  | P  | GF | GC | Dif. | Clasificación 2019–20                 |
| ---- | -------------------- | ---- | -- | -- | -- | -- | -- | -- | ---- | ------------------------------------- |
| 1    | Maccabi Tel Aviv (C) | 89   | 36 | 27 | 8  | 1  | 77 | 17 | +60  | Segunda ronda de la Liga de Campeones |
| 2    | Maccabi Haifa        | 58   | 36 | 16 | 10 | 10 | 46 | 41 | +5   | Primera ronda de la Liga Europea      |
| 3    | Hapoel Be'er Sheva   | 55   | 36 | 15 | 10 | 11 | 48 | 46 | +2   | Primera ronda de la Liga Europea      |
| 4    | Maccabi Netanya      | 53   | 36 | 15 | 8  | 13 | 45 | 47 | −2   |                                       |
| 5    | Bnei Yehuda          | 51   | 36 | 14 | 9  | 13 | 56 | 41 | +15  | Tercera ronda de la Liga Europea      |
| 6    | Hapoel Hadera        | 42   | 36 | 12 | 6  | 18 | 43 | 59 | −16  |                                       |

Actualizado a los partidos jugados el 25 de mayo de 2019.
 Fuente: Soccerway
Notas:
1. ↑  Tras ganar la Copa de Israel el Bnei Yehuda recibe un cupo para la tercera ronda de la Liga Europea 2019-20.

### Tabla de resultados cruzados
| Local \ Visitante  | BNY | HBS | HAH | MHA | MNE | MTA |
| ------------------ | --- | --- | --- | --- | --- | --- |
| Bnei Yehuda        | —   | 2–3 | 1–2 | 2–2 | 1–1 | 0–1 |
| Hapoel Be'er Sheva | 2–1 | —   | 1–0 | 0–1 | 0–2 | 0–4 |
| Hapoel Hadera      | 2–3 | 1–4 | —   | 2–0 | 1–2 | 0–1 |
| Maccabi Haifa      | 0–2 | 3–1 | 1–3 | —   | 2–1 | 1–1 |
| Maccabi Netanya    | 0–2 | 0–1 | 3–2 | 1–2 | —   | 1–4 |
| Maccabi Tel Aviv   | 2–3 | 0–0 | 2–0 | 1–0 | 3–0 | —   |

## Ronda por el descenso

### Clasificación
| Pos. | Equipo              | Pts. | PJ | G  | E  | P  | GF | GC | Dif. | Clasificación 2019–20          |
| ---- | ------------------- | ---- | -- | -- | -- | -- | -- | -- | ---- | ------------------------------ |
| 1    | Beitar Jerusalem    | 43   | 33 | 11 | 10 | 12 | 43 | 43 | 0    |                                |
| 2    | Hapoel Tel Aviv     | 42   | 33 | 9  | 15 | 9  | 40 | 30 | +10  |                                |
| 3    | Hapoel Ra'anana     | 39   | 33 | 8  | 15 | 10 | 29 | 38 | −9   |                                |
| 4    | Ironi Kiryat Shmona | 38   | 33 | 9  | 11 | 13 | 34 | 35 | −1   |                                |
| 5    | Hapoel Haifa        | 27   | 23 | 8  | 3  | 12 | 44 | 47 | −3   |                                |
| 6    | Ashdod              | 37   | 33 | 10 | 7  | 16 | 34 | 54 | −20  |                                |
| 7    | Maccabi Petah Tikva | 36   | 33 | 8  | 12 | 13 | 33 | 51 | −18  | Descenso a Liga Leumit 2019-20 |
| 8    | Bnei Sakhnin        | 27   | 33 | 5  | 12 | 16 | 27 | 50 | −23  | Descenso a Liga Leumit 2019-20 |

Actualizado a los partidos jugados el 13 de mayo de 2019.
 Fuente: Soccerway

### = Tabla de resultados cruzados
| Local \ Visitante   | ASH | BEI | BNS | HHA | HRA | HTA | IKS |
| ------------------- | --- | --- | --- | --- | --- | --- | --- |
| Ashdod              | —   | —   | 1–2 | 1–0 | —   | —   | 3–2 |
| Beitar Jerusalem    | 2–3 | —   | 0–2 | —   | —   | —   | —   |
| Bnei Sakhnin        | —   | —   | —   | 1–2 | —   | —   | 0–2 |
| Hapoel Haifa        | —   | 0–0 | —   | —   | 0–2 | 0–0 | —   |
| Hapoel Ra'anana     | 1–2 | 1–2 | 2–2 | —   | —   | 2–1 | —   |
| Hapoel Tel Aviv     | 5–1 | 1–2 | 3–0 | —   | —   | —   | 2–2 |
| Ironi Kiryat Shmona | —   | 0–1 | —   | 3–0 | 0–0 | —   | —   |

## Goleadores
| Pos.        | Jugador             | Club                               | Goles |
| ----------- | ------------------- | ---------------------------------- | ----- |
| 1           | Ben Sahar           | Hapoel Be'er Sheva                 | 15    |
| 2           | Fatos Bećiraj       | Maccabi Netanya                    | 13    |
| 2           | Lúcio               | Hapoel Hadera                      | 13    |
| 4           | Yarden Shua         | Bnei Yehuda/Maccabi Haifa          | 12    |
| 4           | Eliran Atar         | Maccabi Tel Aviv                   | 12    |
| 6           | Mavis Tchibota      | Bnei Yehuda                        | 11    |
| Omer Atzili | Maccabi Tel Aviv    |                                    | 11    |
| 8           | Guy Melamed         | Hapoel Be'er Sheva/Maccabi Netanya | 10    |
| 9           | Nikita Rukavytsya   | Maccabi Haifa                      | 9     |
| 9           | Ange-Freddy Plumain | Hapoel Hadera/Beitar Jerusalem     | 9     |